# Afronias tretrablemma
Afronias tretrablemma är en insektsart som beskrevs av  1967. Afronias tretrablemma ingår i släktet Afronias och familjen Nogodinidae. Inga underarter finns listade i Catalogue of Life.